# Tor-M1
El Tor M-1 o Sistema de misiles Tor (del ruso: Тор ‘toro’) es un sistema de misil superficie-aire todo tiempo, de altitud baja a mediana, de corto alcance diseñado para atacar aviones, helicópteros, misiles crucero, municiones guiadas,  vehículos aéreos no tripulados y blancos balísticos de corto alcance (anti municiones). Originalmente desarrollado por la Unión Soviética bajo la denominación GRAU 9K330, el sistema es comúnmente conocido por su designación OTAN, SA-15 Gauntlet. Una versión naval fue desarrollada y fue llamada 3K95 "Kinzhal", también conocida como SA-N-9 Gauntlet. El Tor también fue el primer sistema de defensa aérea diseñado desde el inicio para derribar armas guiadas de precisión del tipo AGM-86 ALCM.

## Desarrollo
El desarrollo del sistema de misiles Tor comenzó el 4 de febrero de 1975, en respuesta a una directiva de Comité Central de Partido Comunista de la Unión Soviética. Iniciado como el sucesor del 9K33 Osa (designación OTAN SA-8 "Gecko"), el desarrollo de la versión terrestre, se condujo en forma paralela la versión naval (3K95 Kinzhal/SA-N-9 "Gauntlet), para ser instalado en una diversa variedad de clase de buques, incluyendo los cruceros clase Kírov, e instalados en buques antiguos. La responsabilidad del diseño recayó en la oficina Antey dirigida por V.P. Efremov, los misiles por MKB Fakel bajo P.D. Grushin y el diseño del Kinzhal recayó en la oficina de diseño Altair presidido por S.A. Fadeyev. Todos los diseñadores y fabricantes del sistema Tor fueron unificados en Almaz-Antey en 2002.
El proyecto tenía especificaciones muy estrictas a seguir; El Tor debía proveer detección y seguimiento amplio de blancos rápidos, de baja firma radárica y ser capaz de manejar rápida y eficientemente las incursiones aéreas masivas, mientras que proveía un alto grado de automatización y cooperación con otros miembros de la defensa aérea.
A fin de cumplir estas especificaciones demandadas, los diseñadores usaron una serie de nuevas tecnologías, incluyendo un avanzado radar de antenas en fase para una detección y rastreo mejorados, proceso de información digital mejorado y lanzaderas verticales de misiles para mejorar el tiempo de reacción y aumentar el número de munición disponible. Después de un período de pruebas y evaluación desde diciembre de 1983 a diciembre de 1984, el sistema basado en tierra fue puesto en servicio el 19 de marzo de 1986.
A pesar de comenzar las pruebas más precozmente que su contraparte terrestre, la variante naval Kinzhal, tuvo un desarrollo más prolongado. Después de un largo periodo de pruebas usando una corbeta "Proyecto 1124" Clase Grisha (incluido el enganche y destrucción de 4 misiles navales P-5 Pyatyorka (SSC-1a Shaddock) en 1986, el Kinzhal finalmente entró en servicio en 1989. 

### Mejoras

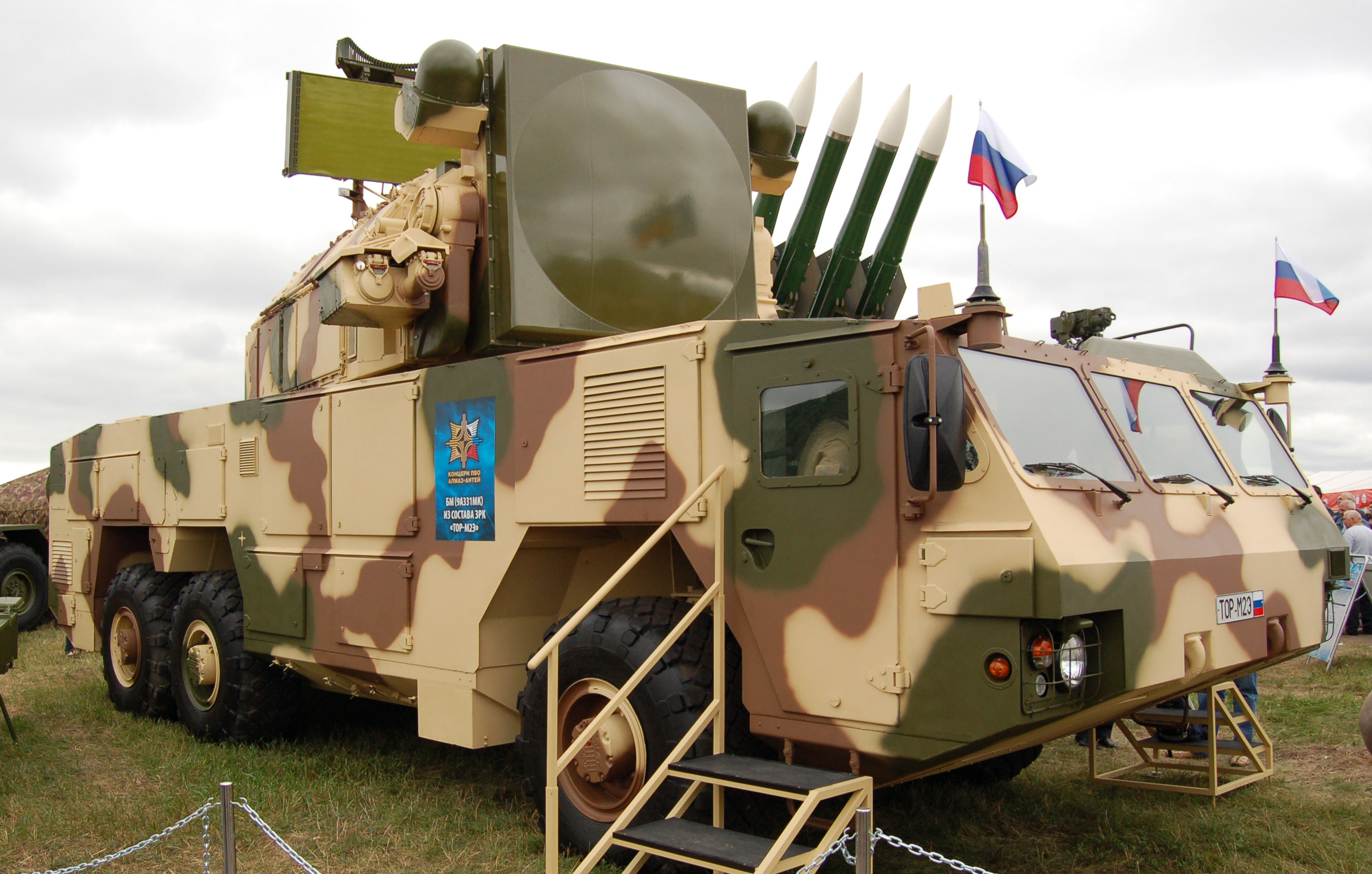
Características del Tor M2E en MAKS 2009.

Aun cuando el Tor acababa de entrar en servicio, inmediatamente se comenzó a mejorar el sistema, resultando en una versión mejorada, el Tor-M1. Muchas mejoras respecto al sistema original fueron hechas; éstas incluían la adición de un segundo canal de control de tiro, permitiendo fijar dos blancos a la vez; también mejoras en el sistema de rastreo óptico y el sistema de computación a bordo. Protección CME se agregó y una nueva cabeza bélica fue diseñada, así como el sistema de manejo de munición. Pruebas estatales, conducidas entre marzo y diciembre de 1989, demostraron que era un sistema que podía fijar más blancos en un período más corto de tiempo con un tiempo de reacción menor en más de un segundo y un aumento en la probabilidad de destrucción de blanco. El M1 fue puesto en servicio en 1991. Más modificaciones se hicieron a partir de las observaciones directas del bombardeo de Bosnia y Herzegovina en 1995 por la OTAN resultantes en el Tor-M1-1, o Tor-M1V, que ofrecía mejoras de interconectividad a redes y funcionamiento mejorado ECM.
Más mejoras han continuado haciéndose a lo largo de la vida útil del sistema, con el desarrollador Almaz Antey entregando la nueva reencarnación del sistema Tor, el Tor-M2E, en la muestra aérea MAKS en 2007. Las últimas variantes incluyen mejoras en la coberturas del radar, y 4 canales de guía, permitiendo guiar a 4 misiles al mismo tiempo. El Tor-M2E también ofrece la posibilidad de un chasis con ruedas, además de nuevos sistemas digitales de computación y sistemas de búsqueda óptica todo tiempo.

## Descripción

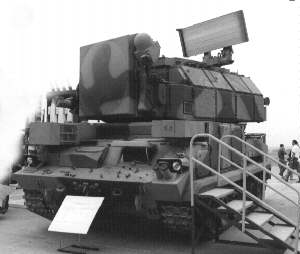
Una plataforma de lanzamiento del sistema 9K332 con radar.

Los análogos extranjeros más cercanos al Tor, en función y operación; son los sistemas británicos Rapier y el francés Crotale. Los tres sistemas son móviles y autopropulsados, el Tor usa el vehículo de combate 9A330 , que lleva una tripulación de 4 (1 conductor, 3 operadores), y actúa como Transportador lanzador y radar (TLAR) (similar pero no un TELAR porque no erecta el misil antes de lanzarlo). El 9A330 está basado en un chasis GM-355 fabricada por MMZ, y el Tor-M1 usada la GM-5955 mejorada. Como el Rapier y el Crotale, además de la versión basada en vehículo de tracción, hay versiones estáticas y en torres del Tor, así como una versión con ruedas, el Tor-M2E.

### Semejanzas a sus predecesores
Basado en la apariencia similar de los sistemas de defensa aérea previos 9K33 Osa y 9K22M (del idioma ruso: Тунгуска), las características del TLAR del Tor con una torreta de radar en lo más alto con el radar de adquisición y un radar frontal de búsqueda, con 6 misiles listos guardados verticalmente entre los dos radares . El radar de adquisición es un radar 3D Banda F doppler. 

### Radar de enganche de blancos
El radar de enganche es un radar de pulso doppler Banda G/Banda H (más tarde Banda K) con una antena en fase de barrido electrónico (en azimuth). El radar está clasificado como una matriz adelgazada (diseñada usando menos elementos) incorporando solo 750 cambiadores de fase y utiliza una polarización lineal. El radar tiene una potencia de salida promedio de 0,6 kW proporcionando un alcance máximo de detección de 20 km/12 millas. Con un avión del tipo F-15 tiene una probabilidad de detección de 0,8 a esa distancia. Originalmente el Tor solo podía atacar un blanco a la vez, y con solo dos de sus misiles. Variantes posteriores del sistema Tor (Tor-M1 y M2E) incorporaron canales de control de fuego adicionales, así como computadores de control de fuego mejorados, permitiéndole al sistema atacar dos blancos (M1) y luego cuatro blancos (M2E), mientras guía simultáneamente hasta cuatro (M1) y luego ocho misiles (M2E). También tiene una pequeña antena en la parte superior del radar de enganche de blancos para comunicarse con los misiles después de su lanzamiento. Juntos estos radares se les asigna el nombre código OTAN de "Scrum Half". Para reducir las dimensiones del vehículo, el radar de adquisición de blancos puede ser plegado hacia abajo cuando se encuentra en movimiento y el radar de seguimiento puede ser inclinado parcialmente. Para permitir su operación de combate en ambientes con fuertes contramedidas electrónicas tal como un campo de batalla moderno, el 9K332 está equipado con un sistema de guiado óptico, actuando en forma complementaria al radar principal.

### Adquisición y disparo
Como sistema completamente móvil, el Tor es capaz de adquirir y rastrear blancos cuando la TLAR se está moviendo debido a interferencias en el sistema cuando se lanzan lo misiles, estos solo pueden ser disparados cuando están en posición estacionaria. Una vez estacionado, el tiempo de reacción (detección/enganche) es de 5–8 segundos, dependiendo de ciertas variables; sin embargo, el tiempo de reacción es más largo (cerca de 10 segundos) cuando se está en movimiento y se debe parar para disparar. Para facilitar este modo de operación, una unidad de potencia auxiliar (Auxiliary power unit o APU) está fijada al motor principal el que debe apagarse para que el radar y el sistema de misiles continúe operando en forma estacionaria, permitiendo largos periodos de enlistamiento. Los computadores digitales permiten un mayor grado de automatización que los sistemas soviéticos previos de este tipo. La clasificación de grado de amenaza del blanco es automática y el sistema puede ser operado con poca injerencia de las tripulaciones, si es deseado. La alta eficacia de los sistemas computacionales combinados con un  radar con antena en fase son las principales razones para el alto grado de eficacia y habilidad para interceptar blancos pequeños, rápidos y altamente maniobrables, y de la alta velocidad de reacción del sistema. Está equipado con protección contra ADM (nuclear, biológica y química). Reflejando la naturaleza compleja de sistema, el precio por unidad estaba en US$25 millones en 2007.

### Unidad de disparo
Típicamente, una batería de cuatro vehículos Tor está acompañado de un centro de comando móvil Ranzhir-M (del idioma ruso: Ранжир-М ‘Munición’). Esto permite una localización de tareas eficiente entre las tripulaciones de los Tor-M1 y permite a cada TLAR unirse a una amplia gama de otros sistemas de defensa, aumentado así el rango de detección y disminuyendo el tiempo de reacción.

### 3K95 Kinzhal
El 3K95 "Kinzhal" (del idioma ruso: Кинжал ‘daga’) es la versión naval del sistema de misiles Tor desarrollado por Altair y tiene la designación OTAN SA-N-9 Gauntlet. Usando el mismo misil 9M330 de la versión terrestre, el sistema puede ser instalado en buques con capacidades de desplazamiento sobre 800 Tn, y se sabe que está instalado en el portaaviones de la clase Almirante Kuznetsov, los cruceros multimisión clase Kírov, y en los destructores antisubmarinos Clase Udaloy y las fragatas clase Neustrashimy. La versión naval del más reciente Tor-M1 es conocida como "Yozh" (en ruso: Ёж erizo), mientras que la versión de exportación del Kinzhal es conocida como "Klinok" (en ruso: Клинок, cuchilla).
Almacenados en módulos VLS, los misiles se encuentran agrupados dentro de los lanzadores; los que comprenden 3-6 módulos (lo que significa 32 (Neustrashimy), 64 (Udaloy) o 192 (Kuznetsov, Kírov) misiles) y son montados a nivel en la cubierta, en donde sobresalen solo sus tapas. Cada módulo tiene arriba de 8 misiles listos para ser disparados; durante el disparo de misil el lanzador es enfriado usando una catapulta de gas antes de que el lanzador cambie a una nueva posición de disparo.

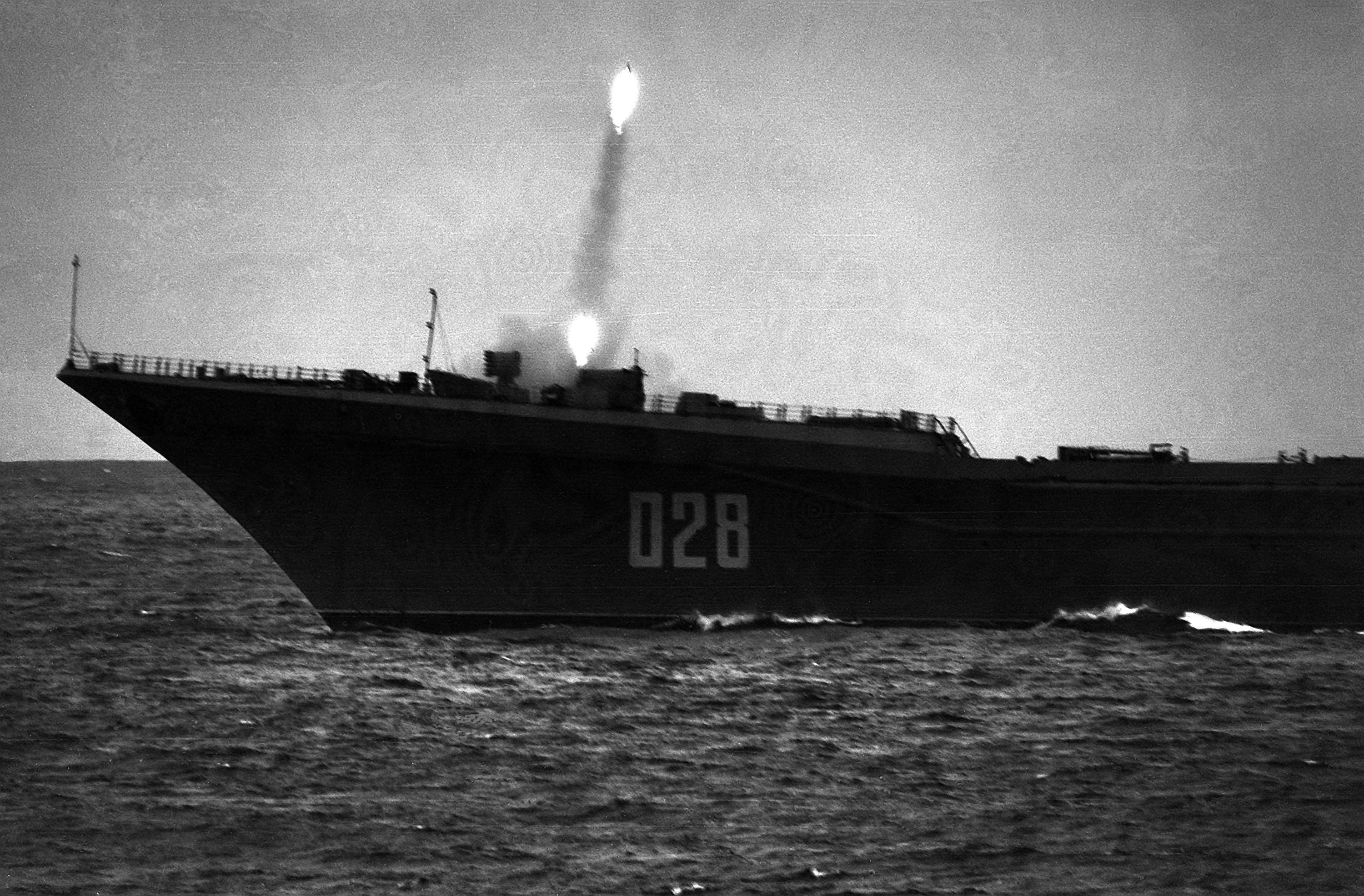
Un misil SA-N-9 es disparado desde el crucero clase Kírov Frunze.

El control de tiro es operado por el sistema multicanal de control de fuego 3R95 (código OTAN: espadas cruzadas), compuesto por dos diferentes equipos de radar, un radar de adquisición de blancos en Banda G (rango de detección máxima 45 km/28 mi), y un radar de enganche de blancos que opera en Banda K (alcance máximo de rastreo 15 km); y que maneja la captura de los mismos.
Usando dos radares de adquisición de blancos montados en lo alto; y junto al sistema de escaneo mecánico de antena parabólica, el sistema de control de fuego provee una visión de campo de batalla en 360°; sirviendo además de identificador amigo-enemigo (IFF). El radar de enganche escanea electrónicamente con una antena phased array de reflexión montada en el frente del sistema con una visión de 60° del campo. Como lo hace su contraparte terrestre, el radar de enganche puede guiar a más de 8 misiles; y a otros 4 blancos a la vez, siendo igualmente efectivo hasta los 1.5–12 km; y a una altitud de 10-6000 m El sistema cuenta con un tiempo de reacción de 8–24 s; dependiendo del modo de operación, éste es operado por una tripulación de 13 sirvientes. Antenas adicionales de guía para los misiles se pueden instalar alrededor del sistema de control del 3K95, y los lanzadores Tor mejorados pueden ser equipados con un sistema de guía infrarroja. El 3R95 también provee información de fuego para los sistemas AK-630 de los barcos cercanos proveyendo una segunda línea de defensa si la línea de misiles es rebasada.

### Variantes
- 9K330 "Tor" con misil 9M330 rango mínimo 2 km (1.2 mi), introducido en 1986
- 9K331 "Tor-M" con misil 9M331 rango mínimo 1.5 km (0.9 mi), introducido en 1991, con una gran mejora en la certeza además de ser capaz de enganchar dos blancos simultáneamente
- 9K331M "Tor-M1", "Tor-M1T" con misil 9M331 rango mínimo 1.5 km (0.9 mi)
- 9K332 "Tor-M2", "Tor-MTA", "Tor-MTB", "Tor-MTS" con misil 9M331 y nuevo radar de vigilancia, rango mínimo 1 km (0.6 mi)

## Historia de combate

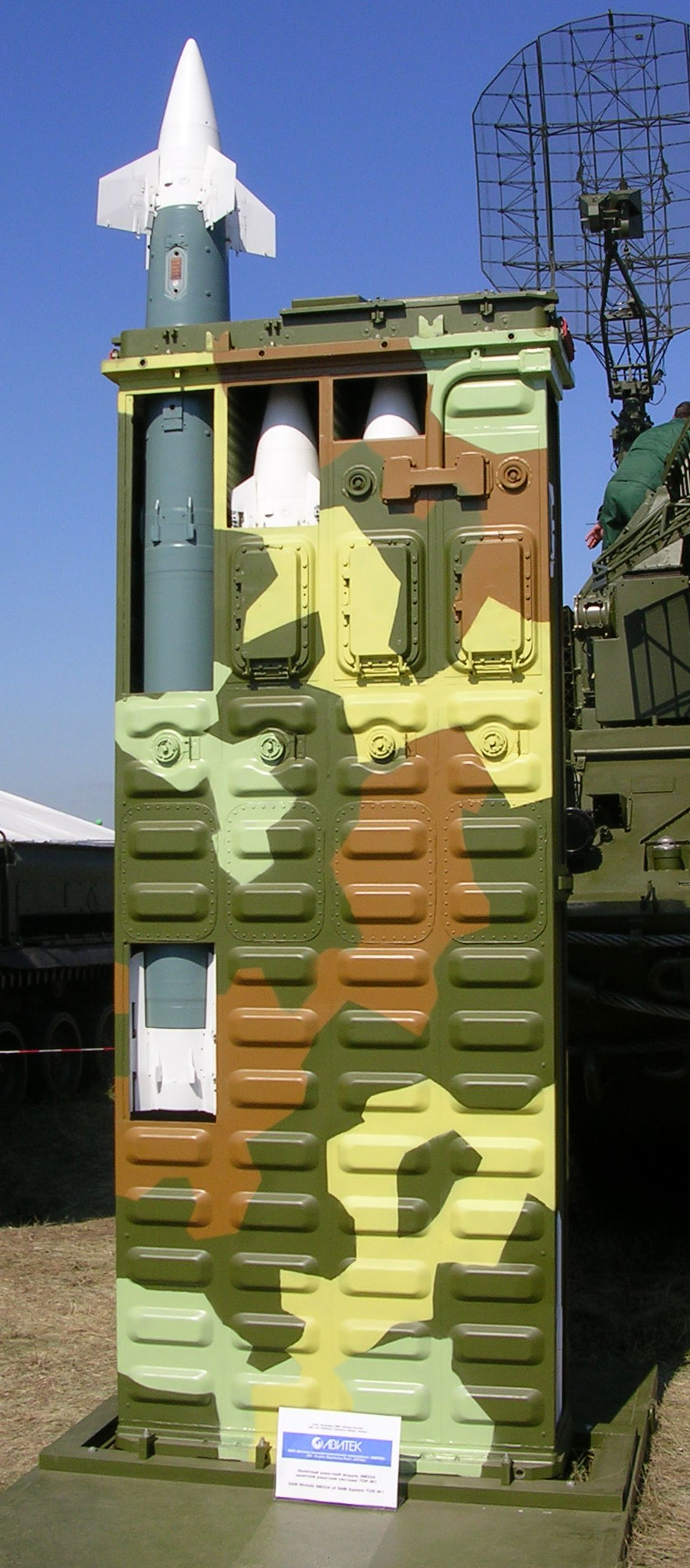
4 misiles 9M330 en un dispositivo lanzador.

En una Conferencias de Prensa acerca de la Guerra de Osetia del Sur de 2008, el portavoz del Ministro de Defensa de Rusia Anatolyi Nogovitsyn especuló acerca del uso del sistema de misiles Tor por Georgia contra los aviones de ataque rusos. El sistema fue sumado como una de las posibles causas de la pérdida de un bombardero estratégico Tu-22MR derribado por la fuerza antiaérea georgiana mientras hacia un vuelo de reconocimiento durante el conflicto. Aunque la pérdida del avión también fue atribuida al Buk-M1, obtenido por Georgia de Ucrania en 2007, si la pérdida fue debida al Tor sería la primera vez (aún no probado) que el sistema fuera usado en combate.

### Derribo del vuelo 752 de Ukraine International Airlines
El 8 de enero de 2020 el Vuelo 752 de Ukraine International Airlines fue derribado accidentalmente por dos misiles iraníes Tor-M1. Murieron 176 personas.

### Guerra Ruso-ucraniana
- Invasión rusa de Ucrania de 2022[13]

## Exportaciones
El HQ-17 (Hongqi-17) es la denominación de la República Popular China para el sistema de misiles Tor, el cual reemplazará al HQ-61. No hay información sobre si el complejo militar de China esté fabricando y/o desarrollando alguna versión o variante bajo licencia del sistema Tor.
En 1996, China ordenó 14 sistemas Tor-M1 a Rusia los que fueron entregados bajo contrato en 1997. En 1999, otro contrato por 13 sistemas Tor-M1 se firmó entre Rusia y China. La entrega fue en el 2000.

## Operadores
- Argelia
- Bielorrusia[16]
- China - 35[16] 60 (2013)[17]
- Chipre - 6[16]
- Egipto -[18][19] 16[20]
- Grecia - 25[14][16][21] +[22]
- India -[16]
- Irán - 29[16]

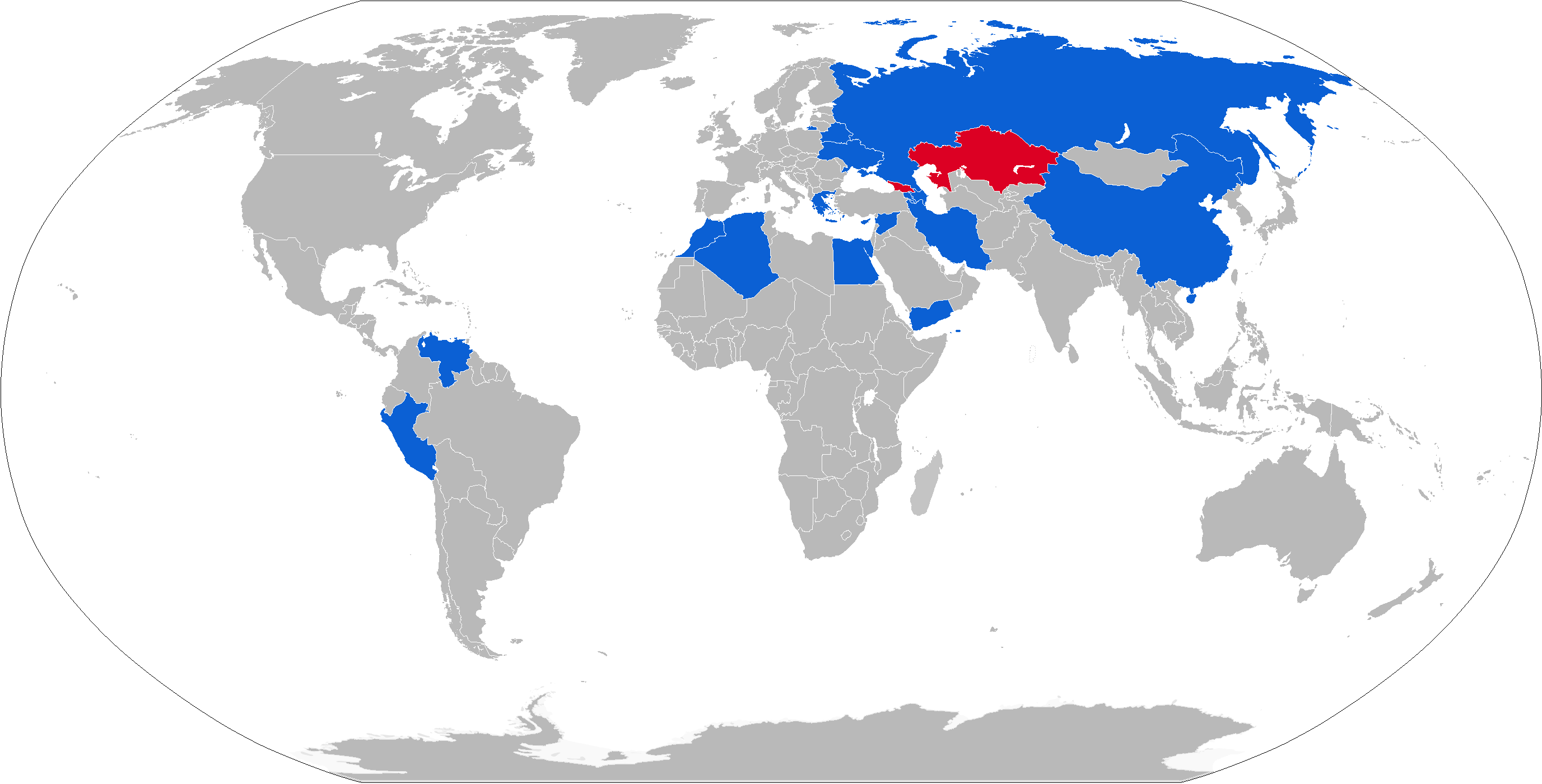
Operadores actuales del Tor-M1.
Operadores anteriores.

- Rusia - 120 Tor M-1, más 4 de la variante Tor-M2E, en pruebas.[23]
- Ucrania - 6 (2019)[24][25][26]
- Yemen -0